# 田島憲一郎
田島 憲一郎（たじま けんいちろう、1937年2月27日 - 2018年8月22日）は、日本の実業家。サカイ引越センター会長を務めた。

## 経歴
岡山県出身。1956年に住友工業高等学校（現在の尼崎市立尼崎産業高等学校）を卒業し、同年に靱急配社に入社。1983年に新海商連代表取締役と堺引越センター取締役に就任し、1985年に八洲運送社長を経て、1990年10月にはサカイ引越センター会長に就任。
2018年8月22日肺炎のために死去。81歳没。